# Hysterocrates vosseleri
Hysterocrates vosseleri é uma espécie de aranha pertencente à família Theraphosidae (tarântulas).